# Rudolf Löwenstein

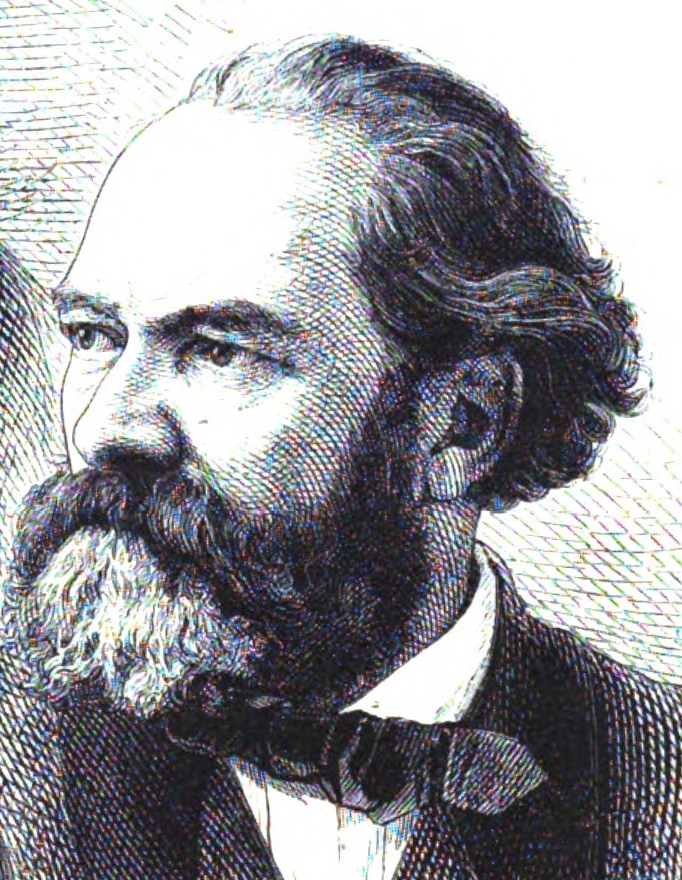
Rudolf Löwenstein, 1867. Grafik von Adolf Neumann.

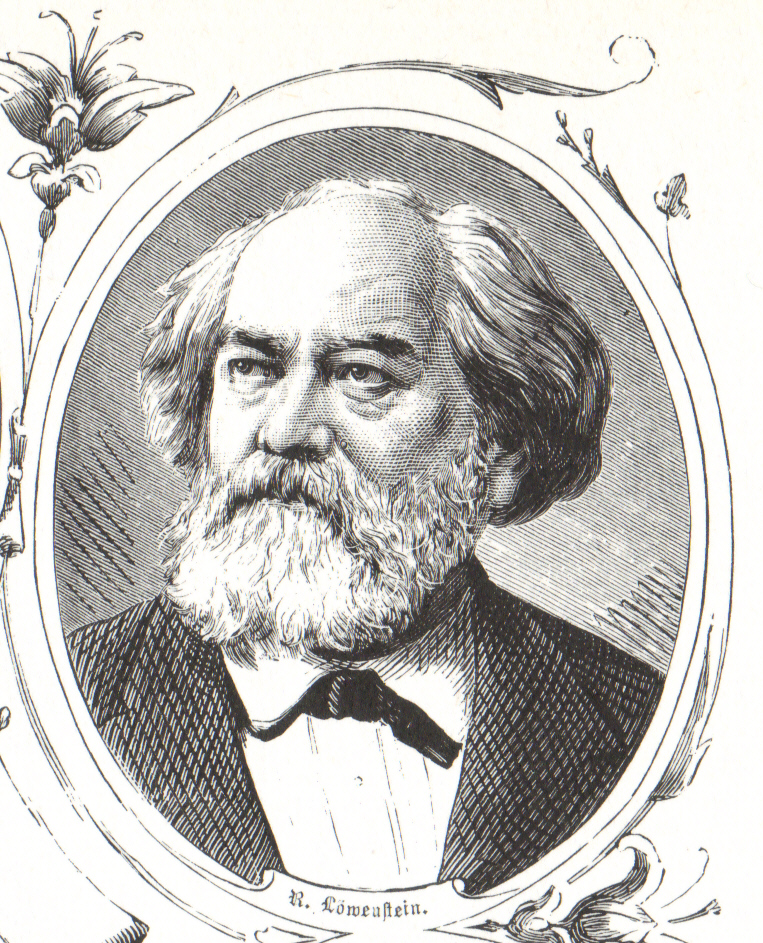
Rudolf Löwenstein

Johann Rudolf Sigismund Löwenstein (* 20. Februar 1819 in Breslau; † 5. Januar 1891 in Berlin) war ein deutscher humoristischer und politischer Schriftsteller jüdischer Herkunft.

## Leben
Mit neun Jahren wurde er getauft. Er besuchte das Gymnasium in Glogau und studierte an den Universitäten Breslau und Berlin, wo er auch 1843 promoviert wurde. Während seines Studiums wurde er 1840 Mitglied der Burschenschaft Raczeks Breslau. In Berlin wurde er 1860 Ehrenmitglied der Berliner Burschenschaft Arminia.
1836 erschienen einige seiner Gedichte in verschiedenen schlesischen Zeitungen. Größere Popularität erreichte er dann mit seinem im Jahr 1846 veröffentlichten Gedicht-Zyklus „Der Kindergarten“ (Kindergedichte).
Löwenstein war Mitglied zahlreicher Vereine. Insbesondere beteiligte er sich seit 1842 am renommierten Berliner literarischen Verein Tunnel über der Spree, in dem er den berühmtesten Tunnelianer Theodor Fontane traf.
Bereits wenige Wochen nach Gründung des bekannten Satiremagazins Kladderadatsch im Jahr 1848 gehörte er mit David Kalisch und Ernst Dohm zum Herausgebergremium und zu den wichtigsten Autoren des Magazins.
Während der deutschen Revolution von 1848/49 politisch liberal orientiert, wurde er 1849 wegen seiner Aktivitäten aus Preußen ausgewiesen. 1850 nach Berlin zurückgekehrt setzte er seine Arbeit in der ursprünglichen Position für den Kladderadatsch noch weitere 37 Jahre fort. 1863 wurde er noch Herausgeber des politischen Teils der Gerichtszeitung. 1887 zog er sich aus dem öffentlichen Leben zurück.
Rudolf Löwenstein starb 1891 im Alter von 71 Jahren in Berlin. Beigesetzt wurde er auf dem Friedhof III der Jerusalems- und Neuen Kirche vor dem Halleschen Tor. Das Grab ist erhalten. Als Grabstein dient ein gesockelter Obelisk aus Granit, in dessen Vorderseite ein Relieftondo mit dem Porträt des Verstorbenen im Profil eingelassen ist.

## Literarische Betätigung
Löwenstein war literarisch sehr produktiv und verfasste nicht nur die bekannten „Kindergarten“-Gedichte, sondern zum Beispiel 1874 Ehret die Frauen und viele Liedtexte, von denen die meisten auch vertont wurden. Dazu zählt u. a. Das Lied von der Post. Seine politische Lyrik, vor allem der Jahre 1860 bis 1880, brachte ihm große Anerkennung.

## Familie
Löwenstein heiratete eine Schwägerin des Kladderadatsch-Verlegers Heinrich Albert Hofmann, Maria Pauline Knauth (* 13. November 1825 in Neueiche; † 1896 in Berlin), mit der er mehrere Kinder hatte, darunter die Malerin Katharina Löwenstein (* 15. September 1859; † 20. August 1886 in Berlin) und der Arzt Bruno Löwenstein (* 17. Juni 1855; † nach 1917).

## Werke
- Elfenwirthschaft. In: Die Gartenlaube. Heft 39, 1867, S. 612–614 (Volltext [Wikisource] – illustriert von Theodor Hosemann).